# Black Lady of Bradley Woods

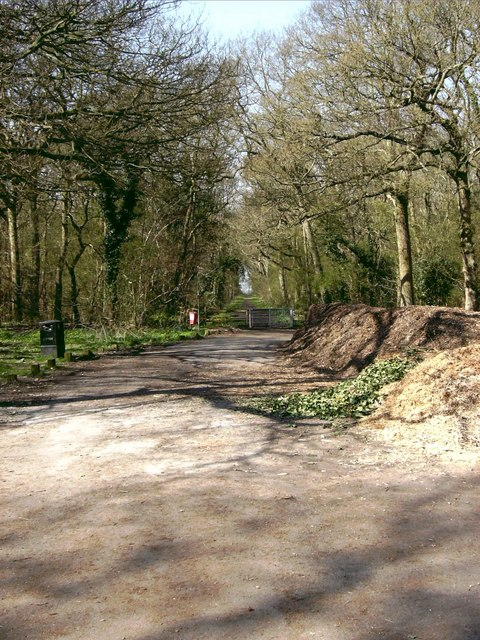
Bradley Woods

Black Lady of Bradley Woods är ett spöke som enligt uppgift hemsöker skogen nära byn Bradley, Lincolnshire, England.
Påstådda ögonvittnen har beskrivit henne som ung och vacker, klädd i en böljande svart kappa och en svart huva som skymmer hennes hår men avslöjar hennes sorgsna, bleka, tårdränkta ansikte. Enligt legenden som hon har har aldrig skadat någon och har bara någonsin visat sig vara någon med en ynklig och nervös uppsyn.

## Ursprung
Historien är känd för att ha berättats i många generationer. Det användes en gång av föräldrar för att skrämma barn; detta verkar ha varit en vanlig praxis bland föräldrar i området och barn varnades för att om de inte var säkert i sängen vid en viss tid "kommer den svarta damen att få tag på dig!".
En teori som har framförts är att den svarta damen är en nunnas spöke. Hon dyker upp klädd i svart och på närliggande Nunsthorpe (nu ett område i Grimsby) där ett kloster fanns fram till reformationen. Denna teori ger ingen anledning till varför Black Lady skulle ha flyttat från Nunsthorpe till Bradley, 3,2 km bort. Även om hon kan vara klädd i svart, har få, ens om några, ögonvittnen beskrivit hennes utseende som att likna en nunnas.
En annan möjlig förklaring är att hon är en kvinna som en gång levde ett liv i isolering i sin stuga i skogen tillräckligt långt bort från byn. Om bybarn hade stött på en kvinna som bodde ensam i skogen, som blev arg när hennes integritet och ensamhet kränktes, så kunde imaginära berättelser om häxkonst ha överdrivit legenden.
Ingen av dessa teorier hänger ihop med folkloren.

## Myten
Under Rosornas krig, eller alternativt Baronernas krig, bodde en ung man och hans fru med sin lilla son i en stuga i Bradley Woods. Så småningom lämnade mannen sin familj för att kriga och lämnade sin fru för att uppfostra barnet ensam. Efter många månader fanns inga nyheter om mannen. Varje dag höll hon sitt barn och gick till skogsbrynet och väntade på att hennes man skulle komma hem från krigen, tills fiendens armé en dag korsade floden Humber och marscherade genom området på väg för att attackera Lincoln, Lincolnshire. När hon lämnade sin stuga blev kvinnan påriden av tre ryttare som brutalt våldtog henne innan de ryckte till sig pojken och red skrattande iväg ut i skogen. Hjärtekrossad och förödmjukad vandrade hon i skogen och letade förgäves efter sitt barn och sin make. Efter hennes död började folk se henne vandra i skogen och fortsätta sitt oändliga sökande.